# Лупачівка
Лупачівка — колишнє село в Дворічанському районі Харківської області, підпорядковувалося Кам'янській сільській раді.
У 1980-х роках у селі проживало 10 людей. Зняте з обліку 1998 року.
Лупачівка знаходилася за 2 км від Бологівки та Лихолобівки, неподалік лежать урочище Мар'янське та балка Кам'янський Яр.